# Pseudobradya pulchella
Pseudobradya pulchella är en kräftdjursart som beskrevs av Georg Ossian Sars 1920. Pseudobradya pulchella ingår i släktet Pseudobradya och familjen Ectinosomatidae. Arten är reproducerande i Sverige. Inga underarter finns listade i Catalogue of Life.